# 伊藤満洲雄
伊藤 満洲雄（いとう ますお 1932年（昭和7年）3月30日 - ）は、日本の実業家。父は初代内閣総理大臣の伊藤博文の次男・眞一。

## 来歴
兵庫県川辺郡塚口（現・尼崎市）に生まれる。名前は、同年に建国された満州国にちなむ形で満洲雄（ますお）となった。父は当時南満州鉄道に勤務していたが、満洲雄の生まれる前年に大阪勤務となっていた。
子供の頃から体が弱く、大阪市立曽根崎小学校に入学した年の秋に肺炎となり、阪大病院に入院、退院後も中耳炎に罹患した。当時両親からは「早く亡くなってしまうのではないだろうか」としばしば言われたという。
通学先はその後、塚口小学校に変更となる。父の転勤で東京の青南小学校に移った後、疎開により滋賀県の瀬田町立瀬田国民学校に転校した。滋賀在住のまま滋賀県立膳所中学校に入学し、終戦後に東京都立第一中学校に転校した。都立一中時代は、学校外で個人的に吉田健一から英語を学んだという（東京での転居先が吉田の旧居だった縁による）。
東京大学に進学し、法学部を卒業した。卒業後は住友軽金属工業に入社する。1963年にはインターナショナル・マネージメント・インスティテュート（スイス・ジュネーブ）に派遣された。
社内では非鉄金属関連の業務を手がけ、在職後半にはアルミニウム精錬に関する事業に携わったが、1982年には住友軽金属アルミニウムが解散した。
その後満洲雄は、1990年に、大企業向けの語学サービス企業であるブルーベル・インフォメーションを設立した。2014年、国際福祉環境推進機構理事長就任。2021年同職を退任。